# Nausigaster peruviensis
Nausigaster peruviensis är en tvåvingeart som beskrevs av Shannon 1922. Nausigaster peruviensis ingår i släktet Nausigaster och familjen blomflugor. Inga underarter finns listade i Catalogue of Life.